# شاغت (طور الباحة)

تعديل مصدري - تعديل

شاغت هي إحدى قرى عزلة طور الباحة بمديرية طور الباحة التابعة لمحافظة لحج، بلغ تعداد سكانها 196 نسمة حسب تعداد اليمن لعام 2004.